# Энергетический переход

Уголь, нефть и природный газ остаются основными источниками энергии в мире, даже несмотря на то, что возобновляемые источники энергии быстро растут

Энергети́ческий перехо́д, энергоперехо́д — значительное структурное изменение в энергетической системе. В ходе энергоперехода увеличивается доля новых первичных источников энергии и происходит постепенное вытеснение старых источников в общем объёме энергопотребления. 

## История энергетических переходов / энергетических приростов
В истории выделяются четыре энергоперехода, в настоящее время мир находится в начале четвёртого:
- первый энергопереход — от биотоплива (дрова, древесный уголь и т. п.) к углю (доля угля в первичной энергии в 1840 году — 5 %, в 1900 году — 50 %);
- второй энергопереход — увеличение доли нефти в первичной энергии (1915 год — 3 %, 1975 год — 45 %);
- третий энергопереход — расширение использования газа (1930 год — 3 %, 2017 год − 23 %);
- четвёртый энергопереход — переход к возобновляемым источникам энергии: энергии ветра, Солнца, приливов и т. д. (2017 год — 3 %).

Современные энергетические переходы различаются по мотивам и целям, движущим силам и управлению. По мере развития национальные энергосистемы становились всё более и более интегрированными, превращаясь в большие международные системы, которые мы наблюдаем сегодня. Исторические изменения энергетических систем широко изучены. 
Хотя в истории изменения в энергетике, как правило, разворачивались на протяжении многих десятилетий, это наблюдение может оказаться не применимо к нынешнему энергетическому переходу, который происходит в иных политических и технологических условиях.

### Четвёртый энергопереход
- Переход к возобновляемым источникам энергии[англ.]; «зелёный переход»

Текущий переход к возобновляемым источникам энергии и другим видам устойчивой энергетики в значительной степени обусловлен точкой зрения, что глобальные выбросы углерода должны быть сведены к нулю. Поскольку ископаемое топливо является крупнейшим источником выбросов углерода, объём ископаемых видов топлива, который может производиться, был ограничен Парижским соглашением COP21 от 2015 года, чтобы поддерживать глобальное потепление на уровне ниже 1,5° C. 
В последние годы термин «энергетический переход» используется для обозначения перехода к устойчивой энергетике за счёт более широкой интеграции возобновляемых источников энергии в сферу повседневной жизни (переход к так называемой «зелёной экономике»).
Попытки ускоренного перехода к использованию возобновляемой энергии связаны с рисками (см. мировой энергетический кризис), вытекающими из нестабильности её выработки и необходимостью увеличения добычи полезных ископаемых (например, металлов для производства аккумуляторов), что само по себе ведёт к ухудшению экологической ситуации.
По странам:
- в Германии: энергетический поворот (Energiewende)
- в США: программа по борьбе с климатическими изменениями, с многомиллиардными субсидиями, принята летом 2022 г.[9]

## Определение термина

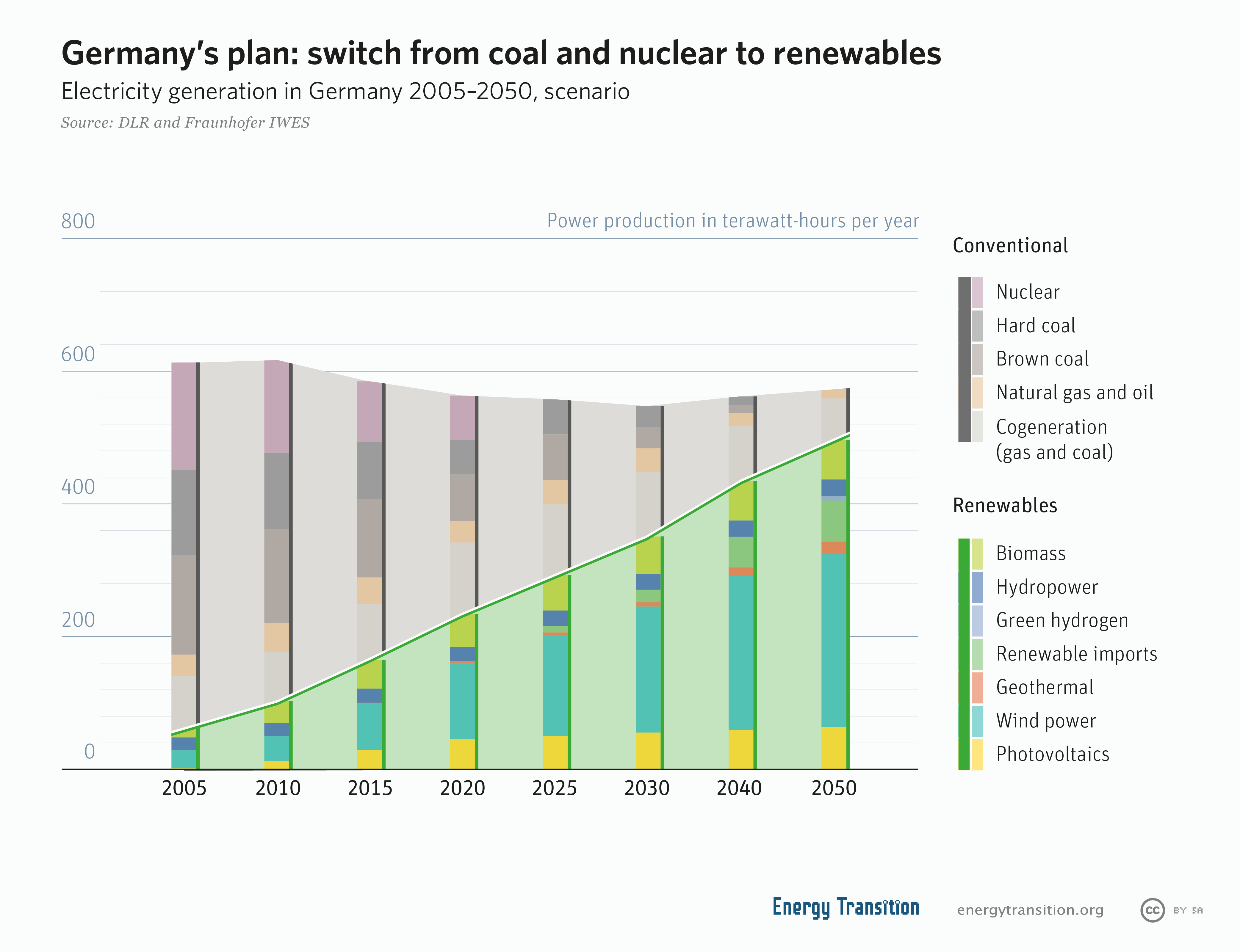
Сценарий будущего производства электроэнергии в Германии — пример продолжающегося перехода на возобновляемые источники энергии

Энергетический переход влечёт за собой значительные изменения для энергетической системы, которые связаны с новой комбинацией используемых ресурсов, изменениями в структуре системы, её масштабах, экономике, поведении конечных пользователей и необходимостью в новой энергетической политике. 
Энергетический переход целесообразно определять как изменение состояния энергетической системы в отличие от изменения отдельной энергетической технологии или источника топлива. Ярким примером является переход от доиндустриальной системы, основанной на традиционной биомассе и других возобновляемых источниках энергии (ветер, вода и сила мышц), к промышленной системе, характеризующейся повсеместной механизацией (паровая энергия) и использованием угля. Для характеристики скорости перехода обычно применяются доли рынка, достигающие заранее заданных пороговых значений, — например, уголь по сравнению с традиционной биомассой, — а типичные пороговые значения рыночной доли в литературе составляют 1 %, 10 % для первоначальных долей и 50 %, 90 % и 99 % для итоговых долей.
С момента принятия Парижского соглашения COP21 в 2015 году энергетический переход к чистым нулевым выбросам парниковых газов определяется как такое сокращение производства ископаемого топлива, которое позволяет оставаться в пределах выбросов углерода, ограничивающих глобальное потепление пределом в 1,5° C. Термин «чистый ноль» означает, что некоторое количество атмосферного CO2 улавливается при росте растений и животных, и что это естественное улавливание может быть усилено за счёт сохранения почвы, лесовозобновления и защиты торфяников, водно-болотных угодий и морской среды.
Термин «энергетический переход» также указывает на необходимость политических изменений и часто употребляется в СМИ и публичных дебатах об энергетической политике. Энергопереход предполагает изменение баланса спроса и предложения, переход от централизованной к распределённой генерации (например, производство тепла и электроэнергии в небольших когенерационных установках) для прекращения перепроизводства и избыточного потребления энергии за счёт мер по энергосбережению и повышению энергоэффективности. В более широком смысле энергетический переход может также повлечь за собой демократизацию энергетики и повышение её устойчивости.
Общественные и академические дискуссии об энергопереходе и его последствиях всё чаще принимают во внимание сопутствующие выгоды от смягчения последствий изменения климата. Сопутствующие выгоды — это положительные побочные эффекты, возникающие в результате энергетического перехода, которые могут быть определены как: «одновременное удовлетворение нескольких интересов или целей в результате политического вмешательства, инвестиций частного сектора или их сочетания. Оппортунистические сопутствующие выгоды проявляются как вспомогательный или побочный эффект при сосредоточении на центральной цели или интересах. Стратегические сопутствующие выгоды являются результатом целенаправленных усилий по использованию нескольких возможностей (например, экономических, деловых, социальных, экологических) с помощью единственного целенаправленного вмешательства». В частности, использование возобновляемых источников энергии может иметь положительные социально-экономические последствия для занятости, промышленного развития, здравоохранения и доступа к энергии. В зависимости от страны и сценария развёртывания замена угольных электростанций на возобновляемые источники энергии может более чем удвоить количество рабочих мест в расчёте на МВт мощности. В неэлектрифицированных сельских районах развёртывание солнечных мини-сетей может значительно улучшить доступ к электричеству. Кроме того, замена угольной энергии возобновляемыми источниками может снизить количество преждевременных смертей, вызванных загрязнением воздуха, и снизить затраты на здравоохранение.

Компании, правительства и домохозяйства инвестировали 501,3 миллиарда долларов в декарбонизацию в 2020 году, включая возобновляемые источники энергии (солнечная, ветровая), электромобили и связанную с ними зарядную инфраструктуру, хранение энергии, энергоэффективные системы отопления, улавливание и хранение углерода и водорода[20][21]
В связи со всё более широким внедрением возобновляемых источников энергии снизились затраты, в первую очередь на энергию, вырабатываемую солнечными панелями[22][23]. Нормированная стоимость электроэнергии (Levelized cost of energy) — это мера средней чистой приведённой стоимости производства электроэнергии для электростанции в течение её срока службы

## История изучения

Пример долгосрочного энергоперехода: доля первичной энергии с разбивкой по источникам в Португалии

Существуют два основных подхода к изучению исторических энергетических переходов. Один утверждает, что человечество пережило в прошлом несколько энергетических переходов, а другой предлагает термин «прирост энергии» как лучше отражающий изменения в глобальном энергоснабжении за последние три столетия.
Хронологически первый подход наиболее широко описал Вацлав Смил. Он подчёркивает изменение энергобаланса стран и мировой экономики по отдельным видам первичных источников энергии в процентах от общего объёма энергопотребления. Этот подход описывает изменения в энергосистемах с течением времени, от биомассы к углю, к нефти, а теперь и к комбинации источников, в основном состоящей из угля, нефти и природного газа. До 1950-х годов экономический механизм, лежащий в основе энергетических систем и энергопереходов, был скорее локальным, чем глобальным.
Второй подход наиболее широко описал Жан-Батист Фрессо. В нём подчёркивается, что термин «энергетический переход» впервые был использован политиками, а не историками, для описания цели, которую необходимо достичь в будущем, а не как инструмент для анализа прошлых тенденций. Если посмотреть на огромное количество энергии, потребляемой человечеством, картина показывает постоянно растущее потребление энергии, которое удовлетворяется постоянно растущим предложением всех первичных источников энергии, доступных человечеству. Например, увеличение использования угля в XIX веке не заменило потребление древесины, а привело к увеличению потребления древесины в экономике в целом. Другой пример — распространение легковых автомобилей в XX веке, которое вызвало увеличение как расхода автомобильного топлива, так и расхода угля (для производства стали, необходимой для производства автомобиля). Другими словами, согласно этому подходу, человечество никогда не совершало ни одного энергетического перехода за свою историю, а проходило через этапы энергетических приростов.
Из истории можно извлечь ряд уроков, касающихся структурных изменений в энергосистемах. Исторически существует взаимосвязь между растущим спросом на энергию и доступностью различных источников энергии. Потребность в большом количестве дров для ранних промышленных процессов в сочетании с непомерно высокими затратами на наземный транспорт привели к нехватке доступной (например, по цене) древесины, и было обнаружено, что стекольные заводы XVIII века «работали как предприятие по вырубке леса». Когда Британии пришлось прибегнуть к углю после того, как в значительной степени закончились дрова, возникший в результате топливный кризис вызвал цепочку событий, кульминацией которых стала Промышленная революция. 
Согласно другой точке зрения, переход к Промышленной революции был вызван не дефицитом древесины, а тем, что использование угля стало более выгодным. Точно так же возросшее использование торфа и угля было важным элементом, проложившим путь к Золотому веку Голландии, охватывающему XVII век. Другой пример, когда истощение ресурсов привело к технологическим инновациям и переходу к новым источникам энергии — китобойный промысел XIX века, когда китовый жир в конечном итоге был заменён керосином и другими продуктами, полученными из нефти. В случае успеха быстрого энергоперехода вполне вероятно, что государству придётся спасать угледобывающие регионы.

## Энергетический переход в общественном дискурсе и политике
Термин «энергетический переход» имел разное определение в течение нескольких десятилетий своего существования. Впервые он был придуман политиками и СМИ США после первого нефтяного шока 1973 года. Его популяризировал президент США Джимми Картер в своём выступлении по телевидению из Овального кабинета 18 апреля 1977 года, в котором он призвал «оглянуться назад в историю, чтобы понять нашу энергетическую проблему. Дважды за последние несколько сотен лет люди меняли способы использования энергии... Поскольку сейчас у нас заканчиваются газ и нефть, мы должны быстро подготовиться к третьему изменению — к строгому сохранению и возобновлению использования угля, а также к постоянным возобновляемым источникам энергии, таким как солнечная энергия». 
Как подчёркивает историк Дуччо Басози, после второго нефтяного шока 1979 года во время конференции Организации Объединённых Наций в Найроби летом 1981 года термин «энергопереход» получил глобальное определение как переход к новым и возобновляемым источникам энергии.
Примером перехода к устойчивой энергетике является переход Германии (Energiewende) и Швейцарии к децентрализованным возобновляемым источникам энергии и меры в области энергоэффективности. Хотя до сих пор эти меры были направлены главным образом на замещение ядерной энергии, их заявленной целью был отказ от угля, сокращение невозобновляемых источников энергии и создание энергетической системы, основанной на 60 % на возобновляемой энергии к 2050 году . По состоянию на 2018 год цели правительственной коалиции состояли в том, чтобы к 2030 году достичь уровня в 65 % возобновляемых источников энергии в общем объёме производства электроэнергии в Германии. Другим таким примером является стремление перейти от транспортных средств с двигателями внутреннего сгорания к электромобилям как способ снизить глобальную зависимость от ископаемого топлива и сократить выбросы парниковых газов. Однако сам по себе переход к электротранспорту требует десятикратного увеличения добычи некоторых видов полезных ископаемых и, следовательно, ведёт к расширению процессов добычи и связанных с ними экологических и социальных воздействий. Одним из возможных решений является извлечение минералов из новых источников, таких как полиметаллические конкреции, лежащие на морском дне. Текущие исследования направлены на то, чтобы энергетический переход происходил без негативных экологических последствий.
Этот термин теперь широко используется в английском языке администрацией Джо Байдена в США а также в Европейском Союзе. Он также используется, например, во французском законе 2015 года «Об энергетическом переходе». В других языках используются схожие термины, например, в Германии говорят об «Energiewende», что буквально переводится как «энергетический поворот».
В июле 2022 года The Guardian в редакторской колонке высказал опасения, что несмотря на очевидную необходимость перехода к возобновляемым источникам энергии, текущая ситуация на энергетическом рынке толкает в противоположном направлении — к возрождению грязных электростанций, работающих на угле, и к сделкам с авторитарными государствами по экспорту углеводородных ресурсов. Наиболее опасным, по мнению журналистов, является то, как растущие счета за топливо поддерживают «школу популистского отрицания», утверждающую, что переход на зеленую энергию является непозволительной роскошью в период растущей инфляции и замедления экономического роста.
В августе Associated Press сообщил о планах европейских государств по вводу в эксплуатацию 20 плавучих терминалов, которые будут принимать сжиженный природный газ и перерабатывать его в продукт, пригодный для отопления. План вызвал тревогу у ряда ученых, опасающихся долгосрочных последствий для окружающей среды. По их мнению, плавучие терминалы могут использоваться годы, если не десятилетия и такая тенденция может свести на нет усилия по сокращению выбросов.
В апреле 2023 года Bloomberg рассказал о неудачах, с которыми столкнулись европейские страны в попытках сократить выбросы и снизить зависимость от российского природного газа. По данным отраслевой группы WindEurope, в 2023 году не было принято ни одного решения об инвестициях в морские ветряные электростанции. В качестве примера проблем с существующими проектами был приведен Hornsea 3 возле восточного побережья Великобритании. Компания-инвестор предупредила, что есть риск остановки проекта стоимостью 8 миллиардов фунтов стерлингов из-за резкого роста затрат.